# Shark Alley

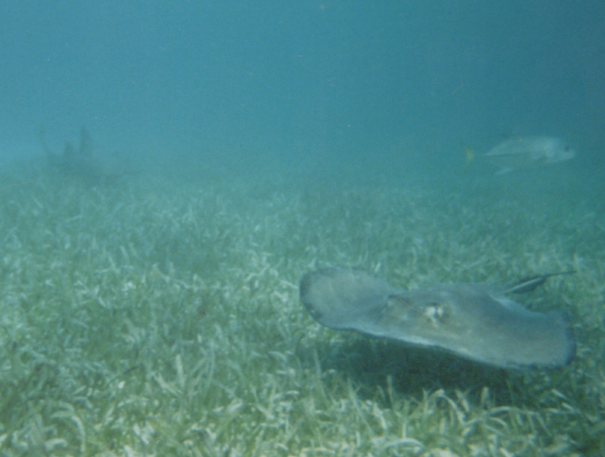
Een verpleegsterhaai en een Amerikaanse pijlstaartrog in het troebele water van Shark Alley.

Shark Alley is een ondiepe waterstrook tussen de eilanden Dyer Island en Geyser Rock. Deze twee eilanden liggen voor de kust van West-Kaap bij het vissersdorpje Gansbaai in Afrika. 
Shark Alley, is net zoals de naam zegt een plek waar gigantisch veel haaien voorkomen. Vooral de witte haai gebruikt dit gebied als jachtgrond. Dit komt doordat hier ongeveer 60.000 zeehonden leven.
Jaarlijks komen duizenden toeristen naar Shark Alley om in een kooi te duiken met witte haaien. Het kooiduiken met witte haaien is een steeds groter wordende attractie in Zuid-Afrika.
De grote witte haai is hier vaak gezien een aanval uit te voeren op zijn prooi waarbij het gehele lichaam in de lucht terechtkomt. Deze "breach" wordt bijna alleen hier uitgevoerd. Waarom op deze manier op de prooi wordt gejaagd ligt aan de soort prooi. Zeehonden bevinden zich vooral op het wateroppervlak. Midden in Shark Alley is het water diep genoeg om voor de haai vanaf de bodem, een sprint naar boven te maken en de zeehond aan het wateroppervlak te grijpen. Door de snelheid die de haai heeft wordt hij de lucht in geslingerd. Als de prooi anders zou zijn, zoals een dolfijn, zal er geen breach plaatsvinden, maar zal de haai van achter of van boven aanvallen om niet opgemerkt te worden.